# Gemeinde Krzyżanowice

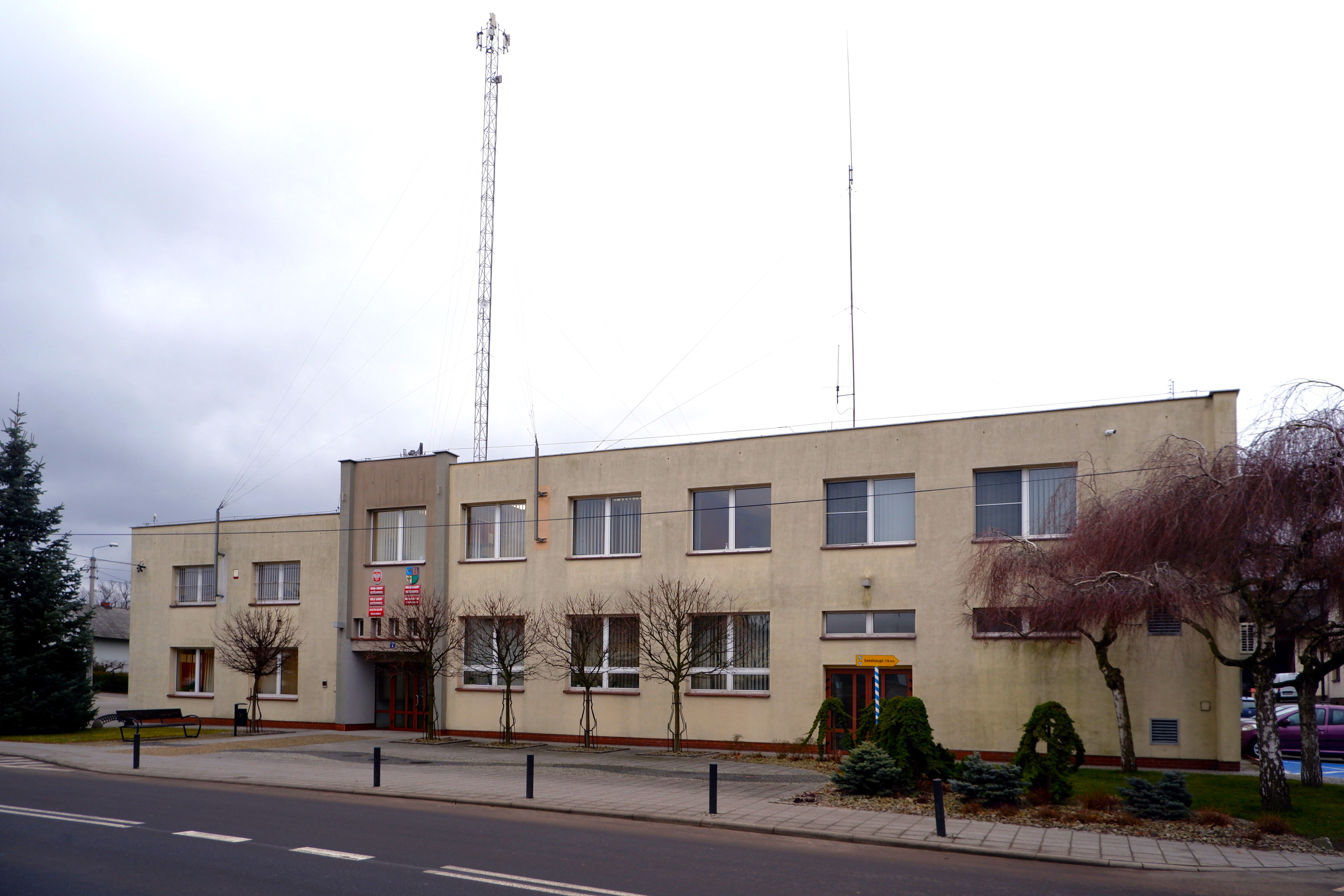
Gemeindeamt

Die Gemeinde Krzyżanowice (deutsch Kreuzenort) ist eine Landgemeinde im Powiat Raciborski (Landkreis Ratibor) in der polnischen Woiwodschaft Schlesien. Der Gemeindesitz ist Krzyżanowice.

## Geografie

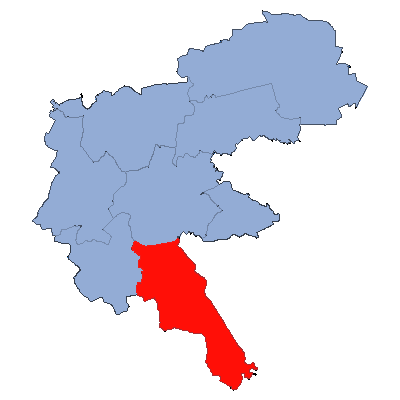
Lage der Gemeinde im Powiat Raciborski

Die Gemeinde hat eine Fläche von 69,67 km², davon sind 79 % Flächen für die Landwirtschaft und 4 % Waldflächen. Die Gemeinde nimmt 12,81 % der Fläche des Landkreises ein.

## Ortschaften
In der Gemeinde befinden sich:
Orte mit Schulzenamt:
- Bieńkowice (Benkowitz, 1936–1945 Berendorf)
- Bolesław (Boleslau, 1936–1945 Bunzelberg)
- Chałupki (Annaberg)
- Krzyżanowice (Kreuzenort)
- Nowa Wioska (Neudörfel)
- Owsiszcze (Owschütz, 1936–1945 Habergrund)
- Roszków (Roschkau)
- Rudyszwałd (Ruderswald)
- Tworków (Tworkau, 1936–1945 Tunskirch)
- Zabełków (Zabelkau, 1936–1945 Schurgersdorf)

Die Gemeinde umfasst weitere Weiler ohne Schulzenamt:
- Brzeziak auch Brzeziny oder Urbanek genannt (Birkenwald)
- Hanowiec (Annahof)
- Poddębina (Neuhof)
- Rakowiec (Rakowiec)
- Wydale (Lindenhof)

## Bevölkerung
Traditionell war das Gebiet der Gemeinde von lachischsprachigen Morawzen im Bistum Olmütz und Wasserpolen der polnisch-schlesischen Mundart im Bistum Breslau bewohnt.
2002 hatte die Gemeinde 11522 Einwohner. Neben der polnischen Bevölkerung gaben bei der Volkszählung 2002 1531 Personen (13,3 %) die deutsche Nationalität (Volkszugehörigkeit) und 1204 Personen Schlesisch (10,4 %) an. 1353 Personen (11,74 %) sprachen im privaten Alltag deutsch. Bei der Volkszählung 2011 lag bei einer Gesamteinwohnerzahl von 11433 Personen der prozentuale Anteil der Deutschen bei 16,5 % bzw. 1881 Personen.
| Nationalität | Anzahl | Anteil |
| ------------ | ------ | ------ |
| Deutsch      | 1531   | 13,3 % |
| Polnisch     | 8096   | 70,3 % |
| Schlesisch   | 1204   | 10,4 % |

| Nationalität | Anzahl | Anteil |
| ------------ | ------ | ------ |
| Deutsch      | 1881   | 16,5 % |

## Verkehr
Durch das Gemeindegebiet verlaufen die Bahnstrecke Kędzierzyn-Koźle–Bohumín und die Bahnstrecke Rybnik–Chałupki, die mehrere Haltepunkte haben: Tworków, Krzyżanowice, Roszków, Rudyszwałd und Chałupki.